# Baranyai Béla
Baranyai Béla (Károlyváros, 1882. október 21. – Berlin, 1945. február 3.) történész, jogtörténész, levéltáros, egyetemi oktató.

## Életpályája
Tanulmányait a pécsi és budapesti egyetem jog- és államtudományi karán végezte. 1905-től Baranya vármegye allevéltárnoka, 1910-től Somogy vármegye főlevéltárnoka, 1913-tól a Magyar Országos Levéltár tisztviselője volt, 1922-ben a Bécsi Magyar Történeti Intézet munkatársa, 1927-től a debreceni egyetemen a magyar alkotmány- és jogtörténet tanára lett. A második világháború végén légitámadásban halt meg. Elsősorban a magyar középkori és újkori jogtörténettel és egyháztörténettel foglalkozott.     

## Művei
- Somogy vármegye nemes családjai. Budapest 1914.
- Zsigmond király ún. Sárkány-rendje, adalék a magyar trónöröklési kérdés történetéhez. Budapest 1926.
- A lengyel királykoronázás. Négy közlemény a magyar jog- és alkotmánytörténethez. Karcag 1927.
- Némi adalék jog- és egyháztörténetünkhöz. 1942.